# Хольцминден
Хо́льцминден (нем. Holzminden) — город на юге федеральной земли Нижняя Саксония, Германия. Является центром района Хольцминден. Расположен на правом берегу реки Везер, по которой в этой точке проходит граница с федеральной землёй Северный Рейн-Вестфалия.

## История
Хольцминден впервые упоминается в IX веке как Holtesmeni. Однако, это имя относится не к современному городу, а к деревне Altendorf, «старой деревне», которая вошла в состав города в 1922 году.
Во времена правления Людовика I Благочестивого (814—840), монахи из аббатства Корби во Франции пришли в эту часть Германии и основали дочерний монастырь в Hethis в районе Золлинг. Как только стало ясно, что это место было непригодно для жизни (из-за крайне затрудненного доступа к воде), новый монастырь Corbeia nova (Корвей) был основан недалеко от реки. Старые документы подтверждают, что монастырю Holtesmeni было передано много пожертвований.
Вероятно, город образовался в результате объединения нескольких поселений, расположенных по соседству, в VI—VII веках. Другие поселения были покинуты жителями, так как Хольцминден получил муниципальные свободы, таким образом давая больше свобод своим жителям и привлекая новых жителей из окружающих деревень.
В 1200 году город взял под защиту замок Эверштейн (Everstein), а в 1245 году он получил городскую хартию, которую даровал городу граф Эверштейн. На городском гербе изображен вздыбленный лев Эверштейнов на фоне открытых городских ворот.
С 1408 года город принадлежал принцам Вельфам, а с XVI века — принцам рода Брауншвейг-Вольфенбюттель. Таким образом с XVI века до 1942 года Хольцминден находился в Брауншвейг-Люнебургском герцогстве.
В 1640 году во время Тридцатилетней войны, город был разрушен имперскими войсками, и очень медленно восстанавливался после этого. До XX века Хольцминден оставался провинциальным городом небольших ферм и хозяйств.
Во время Первая мировая война Хольцминден стал местом крупного лагеря для интернированных (англ.) за пределами города, где содержались до 10 000 поляков, русских, бельгийцев и французов, включая женщин и детей (1914—1918); а также местом меньшего по размерам лагеря для военнопленных (англ.), где содержались захваченные в плен офицеры из Британии и стран Британской Империи (1917-18).

## Экономика

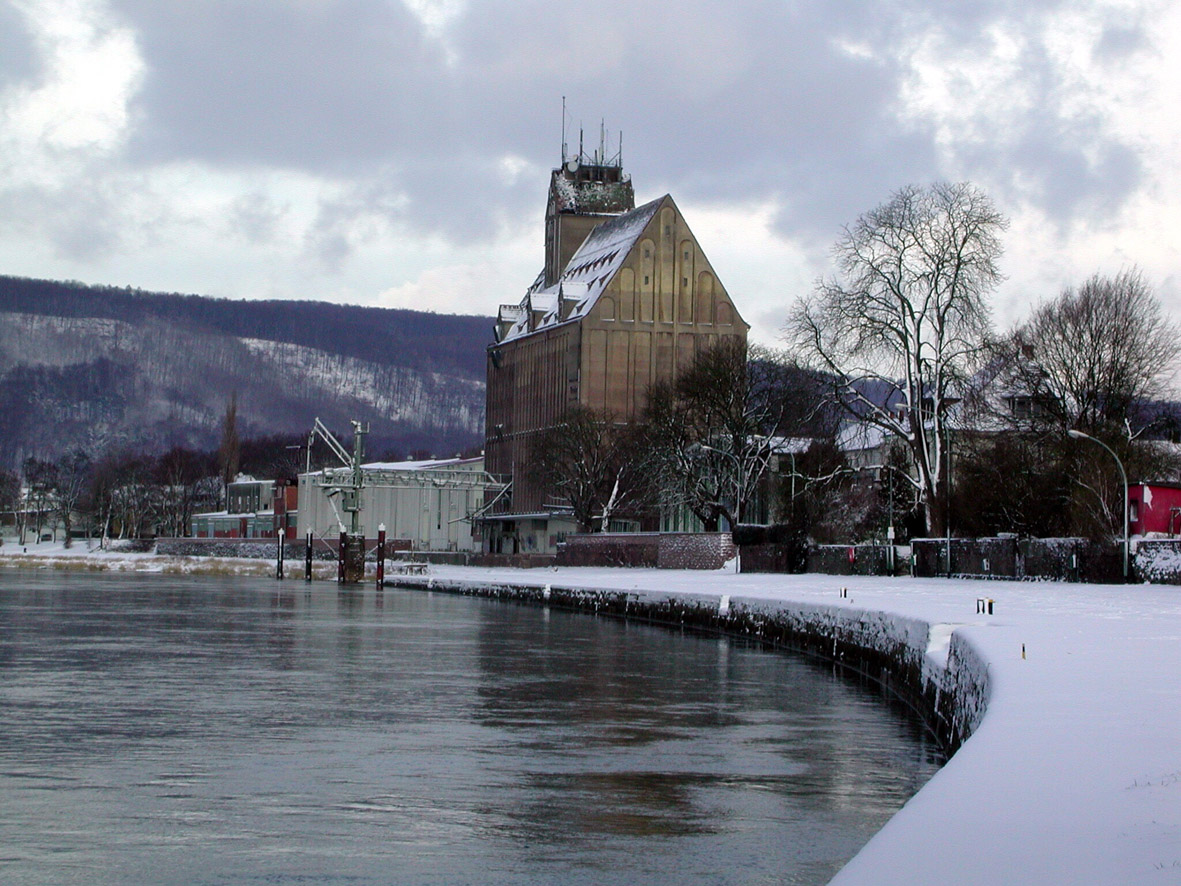
Хольцминден: набережная Везера и большой амбар

Ремесла и сельское хозяйство в течение долгого времени были основным источником доходов городской казны. Сегодня Хольцминден является крупным промышленным центром.
В конце XIX века доктор Вильгельм Хаарманн начал развивать вкусовую и парфюмерную промышленность. В 1874 году вместе с Фердинандом Тименном он успешно синтезировал ванилин из кониферилового спирта англ.. Позже были разработаны другие многочисленные продукты. Современный потомок их предприятия — фабрика «Symrise»: Хольцминден — центр ингредиентов вкусовой и парфюмерной промышленности, ее продукты используются по всему миру в косметике и производстве пищи.
Штаб-квартира крупного предприятия Stiebel Eltron, производящего обогревательное оборудование и печи, также находится в Хольцминдене.

## Религия
Как часть бывшей территории Брауншвейга, Хольцминден остается протестантским городом. Церковь св. Павла в Альтендорфе, построенная до 1200 года, является старейшей в городе. Другие городские храмы названы в честь Лютера, св. Михаила, св. Томаса и св. Иосифа.

## Достопримечательности

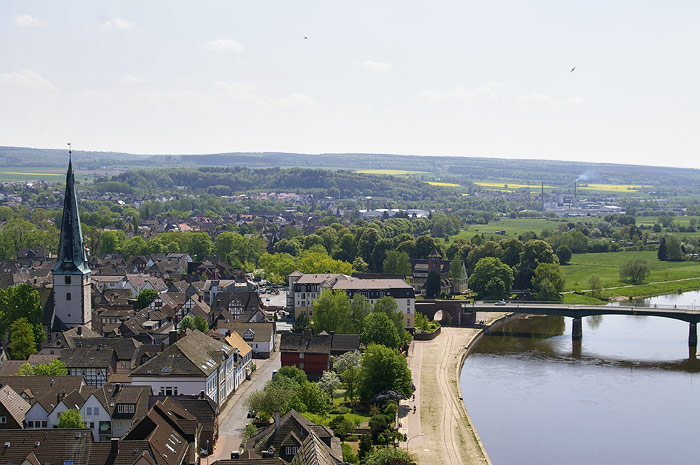
Старая часть города и река Везер

Дом Tilly House 1609 года постройки насположен на Йоханнисплац. Дом примечателен дверью в стиле возрождения, которая пережила пожары Тридцатилетней войны. Тилли, Иоганн Церклас, командующий имперскими войсками, как гласит предание, провел в этом доме ночь.
Дом Reichspräsidentenhaus соединяет старую часть дорода с Хафендамм и был открыт в 1929 году. Прекрасный Glockenspiel (Карильон) очень популярен среди туристов и играет известные мелодии в определенное время.
Башня со шпилем лютеранской церкви стала символом Хольцминдена. Внутреннее убранство было изменено в 1577 году, когда в церкви появилось второе помещение.
Дом Severinsche Haus — богато украшенное строение, которое датируют 1683 годом. Этот крупнейший из домов буржуа, декорирован великолепным флигелем-петушком и известен благодаря своим наклонным полам.

## Музеи
- Городской музей
- Музей кукол и игрушек (частный)

## Образование
- HAWK, нем. Hochschule für angewandte Wissenschaft und Kunst- была основана в 1831/32 годах Фридрихом Людвигом Хаарманном как первый колледж в Германии, где преподавали архитектуру. Школа Bauschule является сегодня одним из главных городских объектов. Многие студенческие занятия, как, например, традиционный ход ремесленников, регулярно проходят в Хольцминдене.[3]
- LSH, нем. Internat Solling — частное закрытое учебное заведение, основанное в 1909 году как часть движения образовательной реформы. Её целью было вырастить единство «разума, сердца и руки». Территория школы занимает большой парковый участок на западной оконечности Золлинга.[4]

## Международные отношения
Хольцминден имеет международные отношения с:
- Ливен, Файф,  Шотландия

## Знаменитые люди, жившие в Хольцминдене
- Вильгельм Хаарман  (1847—1931), химик, родился в Хольцминдене.
- Роберт Бунзен (1811—1899), химик
- Вильгельм Раабе (1831—1910), писатель
- Николаус фон Фалькенхорст (1885—1968) генерал-полковник, предполагаемый военный преступник. Не следовал приказам командования, обвиняется по 8 делам.
- Джеймс Уэйл (1889—1957), кинорежиссёр
- Niels Jannasch (1924—2001), моряк, куратор и историк мореплавания
- Jonatan Briel (1942—1988), кинорежиссёр и актёр.
- Uwe Schünemann (род. 1964), политик от партии ХДС и Министр Нижней Саксонии
- Meinolf Sellmann, учёный-информатик
- Heinz H. Weßienstein, фотограф

## Фотографии

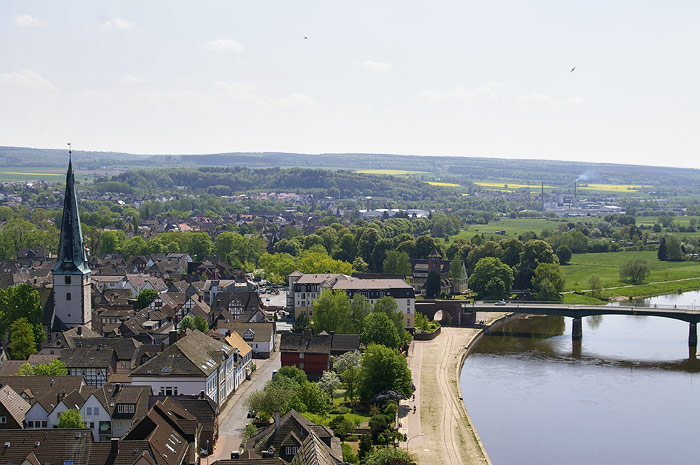
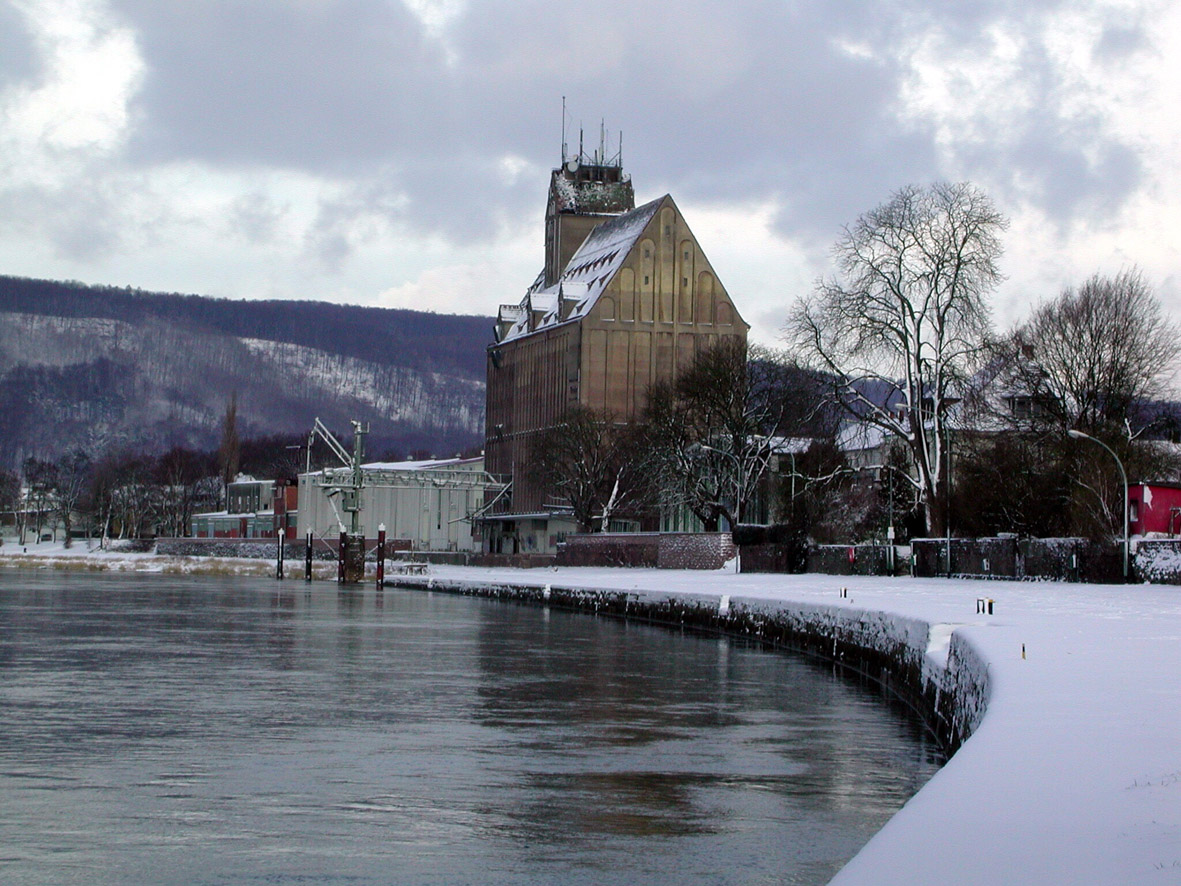
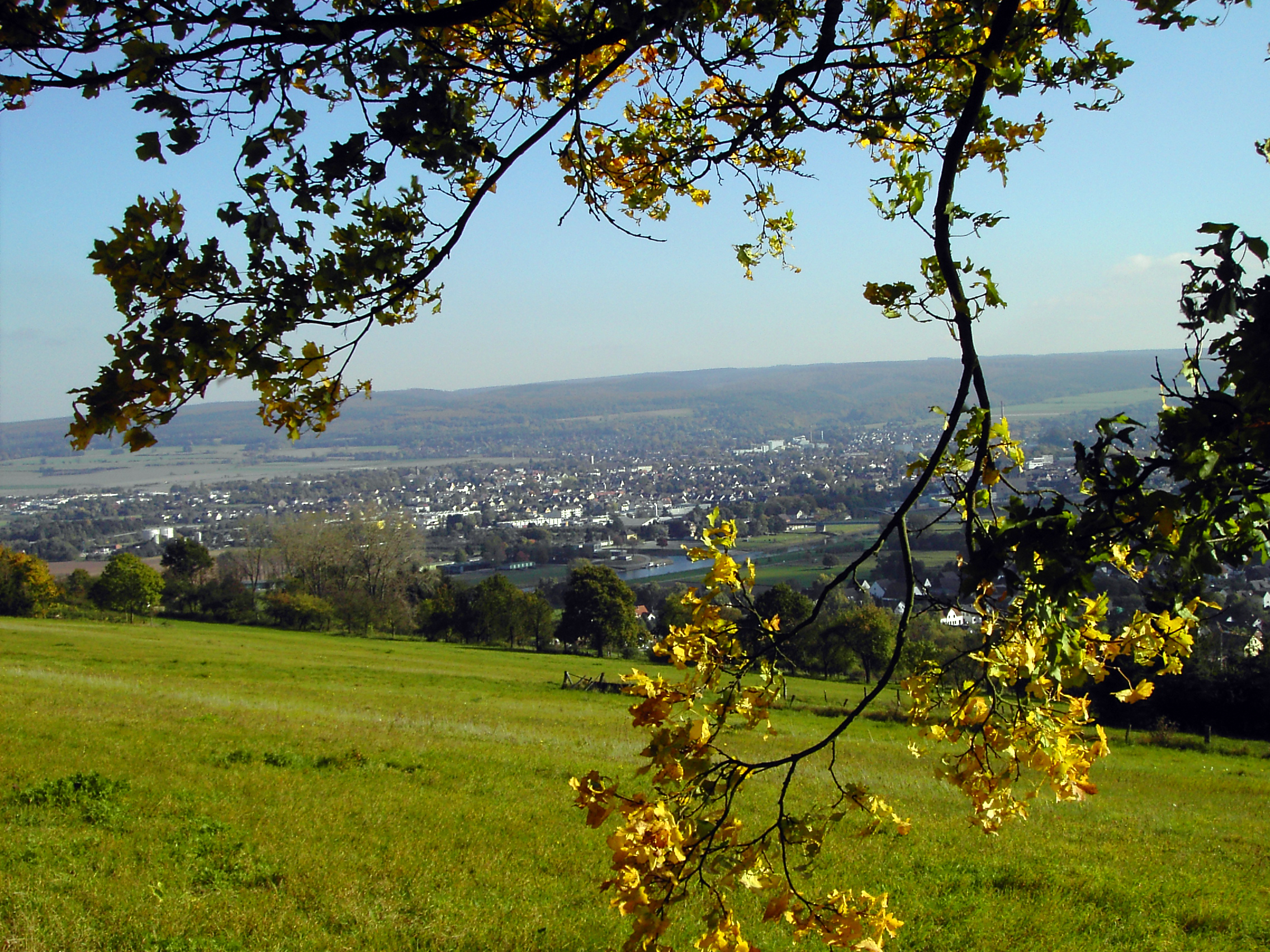

## Демография
| Год  | Население |
| ---- | --------- |
| 1990 | 21 178    |
| 1995 | 22 242    |
| 2000 | 21 699    |
| 2005 | 20 866    |
| 2010 | 20 210    |